# Evangelický hřbitov v Třanovicích
Evangelický hřbitov v Třanovicích na Frýdeckomístecku se nachází v centrální části obce Třanovice, mezi evangelickým kostelem a Muzeem Jiřího Třanovského. Má rozlohu přibližně 3000 m².

## Historie
Evangelický (luterský) hřbitov s márnicí (resp. hřbitovní kaplí) v Dolních Třanovicích byl založen roku 1858 na pozemku věnovaném Janem Gattnarem. V roce 1890 byl hřbitovní pozemek rozšířen. Kolem hřbitova stály velké lípy, které byly roku 1931 odstraněny. Plány na rozšíření márnice na větší kapli zhatila první světová válka, kdy stát odňal peníze shromážděné k tomuto účelu a zároveň zabavil dva zvony z dřevěné věže márnice. Vedle hřbitova byl pak v meziválečném období vystavěn kostel.
Hřbitov byl spravován evangelickou hřbitovní obcí.
Hřbitov původně náležel k farnímu sboru v Těšíně (následně Českém Těšíně), po vzniku samostatného sboru v Třanovicích přešel do jeho vlastnictví.
V červenci 1960 došlo k převedení evangelického hřbitova v Třanovicích včetně hřbitovní knihy a finanční hotovosti
za poplatky do správy Místního národního výboru v Třanovicích.
Roku 2010 byly rekonstruovány chodníky a oplocení hřbitova.
V roce 2013 byla budova bývalé márnice přestavěna a přeměněna na Muzeum Jiřího Třanovského.